# 프란시스쿠 드 알메이다
동 프란시스쿠 드 알메이다(Dom Francisco de Almeida, 1450 ~ 1510년 3월 1일)는 포르투갈 귀족, 군인으로 초대 인도총독(부왕)을 역임했다. 초대 아브란테스 백작의 아들로 리스본에서 태어났으며 그의 형제들은 주교, 교황청 대사, 포르투갈의 몰타 기사단장이 되어 가문을 빛냈다. 알메이다는 당대 남성들의 일반적인 관례를 쫓아 일찍 군에 입대했다. 1476년, 토로 전투에 참가했으며 그 후 무어 전쟁과 모로코 지역 분쟁에서 활약했고 1492년 그라나다 정복에도 참여하였다. 포르투갈 국왕 주앙 2세의 자문위원으로도 활동했다.
1505년 마누엘 1세에 의해 포르투갈령 인도 초대 총독으로 임명받은 후 인도로 파견되었다. 총독으로 근무하던중 1509년, 디우 해전에서 승리하는 등 인도양에서 포르투갈이 해상무역의 기틀을 확립하는데 큰 공을 세웠다. 1510년 귀국중에 희망봉 주변 원주민들과의 갈등으로 빚어진 전투중에 사망하였다. 그의 외아들 로렌소 역시 1508년 인도에서 벌어진 차울 해전에서 전사했다.

## 초대 인도 총독

### 시대적 배경
이슬람 세력이 실크로드를 차단하고 중개무역으로 폭리를 취하자 향신료 등 동방교역품의 가격이 폭등하였다. 이로 인해 유럽인들은 신항로 개척에 관심을 가지게 되었다. 지중해와 북해무역에서 소외된 포르투갈에 의해 시작된 아프리카와 대서양 해양탐사는 1488년 바르톨로뮤 디아스가 희망봉을 발견하면서 인도를 향한 신항로 개척에 무게가 실리기 시작했다. 힘차게 추진되던 주앙 2세(재위 1481~1495)의 해양개척 사업은 1491년 아폰수 왕자가 낙마사고로 사망하자 후계자 문제로 계파간 갈등이 발생하여 정국이 어수선 해지며 지체되었다. 이런 가운데 1493년 스페인의 지원을 받은 콜럼버스가 항해를 마치고 귀국하자 스페인과 영토분쟁이 발생하여 사업자체가 큰 난관에 부딪치며 침체되었다.
포르투갈의 요청으로 내려진 교황의 중재안은 스페인 출신 교황답게 포르투갈의 이익을 심하게 침해하였다. 특히 향후 인도 신항로 개척사업의 결과를 무의미하게 만들 소지까지 있었다. 중재안에는 인도를 스페인의 영토라고 해석할 소지가 다분한 조항도 있었기 때문이다. 포르투갈의 주앙 2세는 즉각적으로 불복하였고 양국간에 직접 협상을 통해 새로운 경계선을 설정하는 토르데시야스 조약을 1494년에 체결함으로 해서 영토분쟁을 해결하였다. 후계문제와 영토분쟁이 해결되며 지체되었던 신항로 개척 사업이 다시 추진되던중 1495년 주앙 2세가 사망하고 만다. 오랜시간 지체되었던 신항로 사업은 종제의 자격으로 즉위한 마누엘 1세에 의해 적극적으로 재추진되었다. 1497년 7월, 바스코 다가마가 4척의 배를 이끌고 리스본을 출발하여 1498년 5월 20일 드디어 인도 캘리컷에 도착함으로써 해상을 통한 새로운 무역로가 열리는 업적을 이루게 되었다.

### 총독 파견의 필요성
1497년 바스코 다가마의 1차 원정을 포함하여 총 6차례에 걸친 인도 원정이 왕실주도로 진행되었다. 그 결과, 마누엘 1세는 인도 현지에 총독 파견이 필요하다고 판단하게 되었다. 초기에는 향신료 무역으로 가장 번성하였을 뿐만 아니라 말라바르 연안지역에서 정치적으로 지배적 우위와 큰 영향력을 행사하는 캘리컷과 원만한 관계를 유지하려고 노력하였다. 그러나 기존 상권을 주도하고 있던 중동상인들과의 갈등에서 촉발된 교역소 습격사건(1500년)으로 포르투갈인 54명이 살해당했고, 미리호 학살 사건(1502년)등으로 300 여명이 넘는 인도인들이 학살당하며 양국간에 갈등이 깊어져 대결구도가 형성되고 말았다.
| 차수 | 사령관        | 출 발      | 귀 국      | 함대 규모 | 활동 내용 과 주요 사건                             |
| ---- | ------------- | ---------- | ---------- | --------- | -------------------------------------------------- |
| 1    | 바스코 다가마 | 1497년 7월 | 1499년 9월 | 4척       | 신항로 개척                                        |
| 2    | 카브랄        | 1500년 3월 | 1501년 6월 | 13척      | 교역소 습격 사건(1500년 7월)                       |
| 3    | 주앙 다노바   | 1501년 3월 | 1502년 9월 | 4척       | 칸나노르에 교역소 설치, 칸나노르 해전(1501년 12월) |
| 4    | 바스코 다가마 | 1502년 2월 | 1503년 9월 | 20척      | 순례선 미리호 학살, 캘리컷의 코친 침공(1503년 3월) |
| 5    | 알부케르크    | 1503년 4월 | 1504년 9월 | 10척      | 코친에 요새 건설, 캘리컷의 코친 침공(1504년 3월)   |
| 6    | 로포 소아레스 | 1504년 4월 | 1505년 7월 | 13척      | 크랭가노레와 판다레인 전투                         |

범선의 한계상 항해의 필수적인 계절풍을 이용해야만 했기 때문에 원정대가 늦겨울 1,2월에 인도를 떠나면, 캘리컷은 무력으로 포르투갈의 우방인 코친등을 침공하는 일이 반복(1503,1504) 되었다. 이로 인해 재외상관(교역소)의 안전이 위협받게 되었고 안정된 교역을 위해서는 상주하는 병력증강과 함께 현지 동맹국과 상업적,군사적 협력관계 유지가 절대적으로 필요하였다. 통상 8월이 되어야 포르투갈의 새로운 원정대가 인도에 도착하므로 1월부터 8월까지 포르투갈의 재외상관(교역소)은 무방비 상태나 마찬가지였다. 캘리컷과의 관계가 틀어진 이상 힘의 논리에서 밀릴수 없었으며 교역소 수준이 아닌 현지에 요새를 건설한후 수비인력을 늘리고 체계적이고 조직적으로 관리해야만 향후 안정된 해상무역이 가능하다고 판단했던 것이다.

### 총독 임명
1505년 포르투갈의 마누엘 1세는 알메이다를 포르투갈 인도의 초대 총독으로 임명하였다. 알메이다는 단순히 총독이 아니라 부왕(副王, Viceroy)이라는 높은 지위를 부여 받은 후 캐랙 14척과 캐러벨 6척 등 22척의 함대에 1,500명의 선원 거느리고 1505년 3월 25일 리스본을 출발하였다. 주력함은 페르낭 소아레스(Fernang Soares)가 선장을 맡은 상라파엘(Sang Rafael) 호였다. 기본적인 임무는 아프리카 동안과 인도 말라바르 연안에 요새를 건설하고 인도양의 주요 상품 거래를 통제하여 오스만이나 이집트 맘루크 같은 적의 힘을 약화시키는 것이었다. 이는 알메이다에게 내려진 훈령을 통해 잘 알 수 있다.
"우리에게 무엇보다 중요한 일은 홍해나 그 근처 적당한 지역에 요새를 건설하는 일이다. 그렇게 해서 홍해를 봉쇄하면 더 이상 향신료가 맘루크에게로 갈 수가 없기 때문이다. 그러면 인도의 모든 사람들은 우리 이외의 다른 어느 누구와도 교역하려는 헛된 환상을 품지 않을 것이다. 그리고 이곳이 사제 요한의 땅과 가까우므로 두 가지 면에서 큰 이익을 얻을 수 있을 것이다. 하나는 그곳의 기독교도들에게 도움이 될것이고 둘째로 우리의 국고를 늘릴 수 있을 것이며, 따라서 전쟁을 하고자 할 때 큰 도움이 될것이다."

### 동아프리카

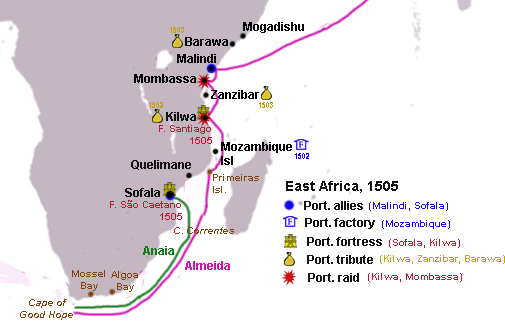
동아프리카 연안 교역소및 요새 건설

1505년 7월, 섬나라 킬와(Kilwa)에 도착하여 조공을 수령하려 했으나 현지 통치자가 조공납부를 거부하자 응징에 들어갔다. 지난 1502년 4차원정시 바스코 다가마가 킬와를 조공국으로 만들었기에 알메이다가 조공을 요구한것은 정당한 행위였다. 알메이다는 그의 아들 로렌소와 함께 500명의 병사를 두 그룹으로 나누어 궁궐을 향해 진군하자 통치자 에미르는 그의 추종자들과 함께 도시를 버리고 탈출해버렸다. 에미르는 합법적인 술탄을 죽이고 쿠데타로 권력을 잡았었기 때문에 알메이다는 새로운 통치자로를 옹립했다. 친 포르투갈 귀족 무하마드 아르코네(Muhammad Arcone)를 새로운 통치자로 세운후 조공헌납과 요새건설의 동의를 받아내었다.
500톤에 이르는 배를 정박하기에 충분한 항구를 가지고 있는 킬와에 요새를 건설한후 산티아고라고 명명했다. 페로 페레이라 포가사(Pêro Ferreira Fogaça)를 책임자로 임명한후 백여명의 군인들을 함께 킬와(Kilwa)에 잔류시켰다. 8월경에는 말린디의 오랜 경쟁국인 몸바사를 정복한후 약탈하여 많은 노예들을 확보하였다. 킬와에서와는 달리 격력한 전투로 인해 포르투갈측도 사상자가 발생하였다.

### 인도 연안 요새건설

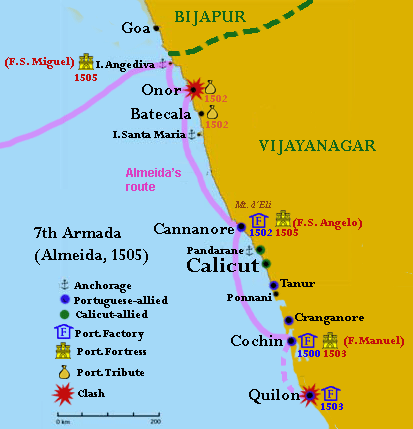
인도 말라바르 연안 교역소 및 포르투갈 요새

9월 13일, 인도 고아 근처에 있는 안제디바(Anjediva) 섬에 도착한 후 요새를 건설을 착수했다. 요새이름을 성 미구엘이라 붙였다. 10월 16일, 지역 해적들의 소굴인 오노르를 공격하여 정복하고 굴복시킴으로 요새가 있는 안제디바 섬의 안전을 확보하였다. 10월 23일, 지역 통치자의 동의하에 칸나노르에 성 안젤로 요새 건설을 착수하였다. 성 안젤로 요새에는 책임자로 로렌소 드 브리토를 임명한후 2척의 배와 함께 150명의 군인을 상주시켰다.
1505년 10월 31일 8척의 선박을 이끌고 코친(Cochin)으로 이동했는데 그곳에서 퀼론(Quilon)에 있던 포르투갈 무역상들이 살해되고 교회가 방화로 전소되었다는 소식을 접하였다. 아들 로렌소에게 6척의 배를 끌고가 퀼론항에 있는 캘리컷 선박에 대한 공격을 명하였다. 알메이다는 코친에 거처를 잡고 그곳에 있는 마누엘 요새를 강화하면서 본격적인 총독으로서의 업무를 시작하였다. 해가 바뀌자 1월과 2월에 향신료등 교역품을 선적한 10척의 배를 3차례에 나누어 포르투갈로 보냈다.

### 칸나노르 해전(1506)
1506년 3월, 칸나노르 항구 입구에서 캘리컷의 지배자 자모린이 이끄는 인도 함대와 알메이다의 아들인 로렌소 휘하의 포르투갈 함대 사이에 해전이 벌어졌다. 인도 함대 약 200척에는 이탈리아 밀라노 기술자의 도움을 받아 제조한 대포가 장착되어 있었으며 힌두, 아랍, 오스만으로 구성된 연합군이였다. 포르투갈 함대는 자모린이 이끄는 인도 함대를 대파하였다.

### 칸나노르 공성전(1507)
칸나노르와의 인연은 3차 원정대의 주앙 다노바가 1501년에 교역소를 설치하며 시작되었다. 알메이다는 1505년 10월 칸나노르 통치자의 허락하에 요새를 건설한후 로렌수 드 브리투(Lourenço de Brito)를 책임자로 임명하고 150명의 수비대를 상주시켰다. 양국간에 원만했던 관계가 틀어진 것은 칸나노르의 새로운 통치자가 즉위하면서 시작되었다. 포르투갈에 우호적이던 칸나노르의 통치자가 후계자 없이 1506년 사망하여 승계가 논란이 되자 캘리컷의 자모린은 새로운 통치자를 선정하는데 자신의 정치적인 영향력을 발휘하였다. 칸나노르의 새로운 통치자(콜라티리 군주)는 결과적으로 자모린에게 큰 은혜를 입었기에 캘리컷의 자모린에게 협조적이었다.
1502년 다가마의 4차원정이후 포르투갈은 자신들의 관할구역에서 안전통행증(카르타즈)을 발급하고 있었는데, 이를 소지하지 않았다는 이유만으로 선박을 침몰시키고 선원들을 잔인하게 살해하였다. 이로 인하여 토착 상인들은 포르투갈인들에게 강한 적대감을 품게 되었는데, 포르투갈의 만행에 크게 분노한 인접지역민들이 그들의 통치자인 콜라티리(칸나노르의 지배자)에게 이에 대한 응징을 요청하였다. 칸나노르 해전(1506)에서 패배한 후 복수전을 계획하던 캘리컷의 자모린은 이런 분위기를 기회로 삼아 콜라티리를 설득하여 연합한 후 1507년 4월 27일 칸나노르의 안젤로 요새를 포위 공격하였다.
콜라티리는 4만명의 군대를 동원했고 캘리컷의 자모린은 대포 21문과 병사 2만명을 지원했다. 개전 초기에 포르투갈은 뛰어난 화력을 바탕으로 성공적으로 방어했으나 포위전이 4개월 동안 장기화되면서 보급품이 떨어지고 아사자가 속출하는등 전세가 불리하게 돌아갔다. 8월 27일, 트리스탕 다 쿠냐(Tristão da Cunha)가 이끄는 포르투갈 8차 원정대가 도착하면서 전세가 역전되었다.

### 차울해전(1508)
이슬람과 인도 토착세력들은 육상과 해상에서 포르투갈에 번번히 패배하며 뛰어난 화력의 대포로 중무장한 포르투칼군의 압도적인 전투력을 감당할 수 없었다. 그래서 이집트로 사절단을 파견하여 맘루크 왕조에게 도움을 요청했다. 맘루크는 1504년 12월에 캘리컷 인근 판다레인(Pandarane)에서 있었던 자국인 철수작전이 포르투갈의 공격으로 무참히 실패하며 인도문제에 대해 직접 개입을 검토중이였다.
해전 경험이 부족한 맘루크는 베네치아와 오스만에 지원을 받아 함대를 꾸렸다. 동방무역의 독점적 지위가 포르투칼로 인해 무너진 베네치아는 이해관계가 맞물려 있었기에 지중해식 전투함을 공급하는 방식으로 맘루크 왕조를 적극적으로 지원하였다. 베네치아의 조선 기술자들은 알렉산드리아에서 배를 분해하여 수에즈 해협으로 옮긴후 재조립하였다. 짧은 시간에 신속히 만들어진 맘루크 함대를 이끌게 된 총사령관 후세인은 조용히 홍해를 거쳐 1507년 9월, 디우항에 입항한후 전투준비에 들어갔다.
1508년 4월, 맘루크-인도함대는 포르투갈 함대를 기습공격하였다. 총독 알메이다의 아들인 로렌소가 이끄는 포르투갈 함대는 연합상선을 호위중이였는데, 항해중에 전투함들이 출현했으나 선박의 형태가 아시아 선박이 아니라 유럽의 함선들이였기에(베네치아가 지원한 전함이였기 때문) 당연히 자국의 함대중 일부라고 판단하고 전혀 경계를 하지 않고 있다가 허를 찔린 것이다. 당시 아라비아해에는 인도의 원정함대와는 별도로 독립작전을 벌이는 포르투갈 함대가 있었기 때문이다. 갑작스런 기습에 큰 피해를 입고 간신히 몇척의 포르투갈 함선만이 빠져나올수 있었다. 그러나 기함은 집중공격을 받아 침몰하였고 이 배에 타고 있던 알메이다의 아들 로렌소가 사망하였다. 비록 맘루크-인도함대가 승전하였으나 피해 역시 크게 발생했기 때문에 디우로 귀항하였다.

### 디우해전(1509)

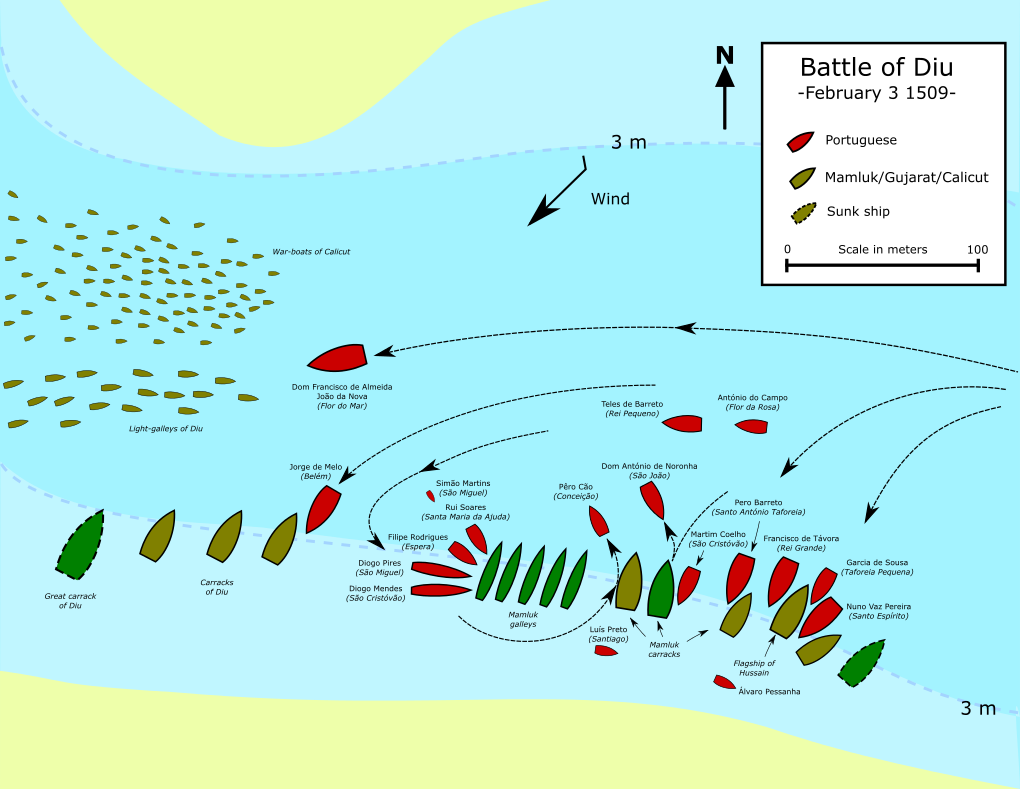
디우 해전 (1509년 2월)

차울해전은 포르투갈이 인도양에 진출한 후 맛본 첫번째 패배였다. 특히 총독 알메이다의 외아들 로렌소의 사망은 큰 사건이었다. 알폰소 드 알부케르크가 새로운 총독으로 왕의 임명장을 들고 부임했으나 알메이다는 업무 인수인계를 거부하고 복수전을 준비했다. 1509년 2월에 디우항 앞바다에서 벌어진 해전에서 포르투갈은 압도적인 대승을 거두었다. 맘루크-인도 연합함대 사령관 후세인은 도주하였고 포르투갈 군은 생포된 포로들을 대상으로 잔인한 복수극을 펼쳤다. 알메이다는 디우(Diu) 인수를 거절한채 무역협정을 체결한 후 교역소를 설치하였다. 포르투갈 해군은 많은 전리품들을 챙긴후 디우에서 퇴각하였다.

## 사망
1509년 12월, 알부케르크에게 총독자리를 물려준후 인도를 떠나 귀국길에 올랐다. 1510년 2월 말 물을 보충하려고 희망봉 근처의 테이블베이(Table bay)에 도착하였는데 그곳에서 지역 토착민인 고링하이콰 코이코이 종족을 만났다. 우호적인 교역을 한 후, 몇몇 선원들은 인근 마을을 방문했는데, 그 곳에서 소를 훔치려 했다. 그 과정중에 한 주민이 사망하자 지역민들이 분노하여 싸움이 벌어졌다.
알메이다는 하선하여 해변에서 조금 떨어진 곳에서 부하들을 기다리다가 기습공격을 당했다. 기함의 선장이  상륙 보트들을 물목을 따라 이동시키는 바람에 배로 피신하지도 못하고 토착민들에게 포위된채 부하들과 싸우다가 함께 전사했다. 알메이다의 시신은 같은 날 오후 수습되어 현재의 케이프타운 해안에 묻혔다.

## 참고 자료
- 이 문서에는 다음커뮤니케이션(현 카카오)에서 GFDL 또는 CC-SA 라이선스로 배포한 글로벌 세계대백과사전의 내용을 기초로 작성된 글이 포함되어 있습니다.